# Saint-Romain-le-Preux
Saint-Romain-le-Preux foi uma comuna francesa na região administrativa de Borgonha-Franco-Condado, no departamento de Yonne. Estendia-se por uma área de 10,54 km². Em 2010 a comuna tinha 187 habitantes (densidade: 17,7 hab./km²).
Em 1 de janeiro de 2016, passou a formar parte da nova comuna de Sépeaux-Saint Romain.